# Piper millepunctulatum
Piper millepunctulatum är en pepparväxtart som beskrevs av Trel. & Yunck.. Piper millepunctulatum ingår i släktet Piper och familjen pepparväxter. Inga underarter finns listade i Catalogue of Life.